# 井上ひかり
井上 ひかり（いのうえ ひかり、1982年9月29日 - ）は、日本の元AV女優。
東京都出身。

## 略歴
- 2002年 - 『乳ロケット』でAVデビュー。

## 作品

### アダルトビデオ
- 乳ロケット（2002年6月28日、宇宙企画）
- 巨乳痴女ボインダー（2002年7月20日、宇宙企画）
- ERO BODY 爆乳スレンダー痴女優（2002年9月20日、宇宙企画）他出演:星野流宇、深芳野
- 淫乳プリン（2002年10月18日、VIP）
- 美乳玩具（2003年4月5日、SODクリエイト）
- 井上ひかりの吐精看護婦（2003年5月17日、SODクリエイト）
- 喰わせもの（2003年7月4日、ワープエンタテインメント）
- イカせ超高級ホスト倶楽部 2（2003年7月5日、SODクリエイト）
- まるごと井上ひかり（2003年9月19日、SODクリエイト）
- 快感プリン 井上ひかり (2003年10月25日、VIP)
- 絶頂女 肉体の限界まで性の快楽漬けにされた女達（2004年1月22日、SODクリエイト）他出演:天野♥こころ、月野しずく

## 雑誌
- ニャン2倶楽部 2002年8月号（表紙）
- アクション写真塾 2003年01月号
- ザ・ベストSP 2002年10月号
- デラべっぴん 2002年7月号
- ペントハウス・ジャパン 2002年9月号